# Elisabeth Willibald
Elisabeth Willibald (ur. 12 marca 1996) – niemiecka narciarka alpejska, złota medalistka mistrzostw świata juniorów.

## Kariera
Po raz pierwszy na arenie międzynarodowej Elisabeth Willibald pojawiła się 24 listopada 2011 roku w Kaunertal, gdzie w zawodach juniorskich nie ukończyła pierwszego przejazdu slalomu. W 2013 roku wystartowała na olimpijskim festiwalu młodzieży Europy w Braszowie, gdzie zajęła dziewiąte miejsce w slalomie i osiemnaste w gigancie. Na rozgrywanych trzy lata później mistrzostwach świata juniorów w Soczi wywalczyła złoty medal w slalomie. W zawodach Pucharu Świata zadebiutowała 13 stycznia 2015 roku we Flachau, gdzie nie ukończyła pierwszego przejazdu w slalomie. Pierwsze pucharowe punkty wywalczyła nieco ponad rok później 15 stycznia 2016 roku w tej samej miejscowości, kończąc slalom na piętnastej pozycji.

## Osiągnięcia

### Mistrzostwa świata juniorów
| Miejsce | Dzień     | Rok  | Miejscowość | Konkurencja     | Czas biegu  | Strata  | Zwyciężczyni    |
| ------- | --------- | ---- | ----------- | --------------- | ----------- | ------- | --------------- |
| 30.     | 27 lutego | 2016 | Soczi       | Zjazd           | 1:13,95 min | +3,05 s | Valérie Grenier |
| 31.     | 29 lutego | 2016 | Soczi       | Supergigant     | 1:10,48 min | +4,41 s | Nina Ortlieb    |
| DNF1    | 1 marca   | 2016 | Soczi       | Superkombinacja | 1:59,32 min | -       | Aline Danioth   |
| 1.      | 5 marca   | 2016 | Soczi       | Slalom          | 1:37,41 min | -       | -               |

### Puchar Świata

#### Miejsca w klasyfikacji generalnej
- sezon 2014/2015: -
- sezon 2015/2016:

#### Miejsca na podium w zawodach
Willibald nie stawała na podium zawodów PŚ.